# Obelisco del Parque Hyde
El Obelisco del Parque Hyde (en inglés: Hyde Park Obelisk) es un obelisco situado en el parque Hyde en la ciudad de Sídney, en el estado de Nueva Gales del Sur, en Australia. Se encuentra en la intersección de la calle Elizabeth y la calle Bathurst. Inaugurado en 1857 por el entonces alcalde, George Thornton, sirve como respiradero del alcantarillado diseñado para eliminar los gases nocivos de la alcantarilla que se mueven por encima de nivel de la calle. Se inspira en la Aguja de Cleopatra en las orillas del río Támesis de Londres. La estructura general es de 22 metros de altura, consta de una base de piedra arenisca cuadrada de 6,5 metros de altura. El orificio de ventilación en la parte superior es una pirámide de bronce filigrana.